# Arpi (stolica tytularna)
Arpi (przym. łac. Arpinus) – stolica historycznej diecezji w Italii istniejącej w pierwszych wiekach. 
Obecnie katolickie biskupstwo tytularne ustanowione w 1966 przez papieża Pawła VI.

## Biskupi tytularni
| Lp. | Biskup                     | Funkcja                                      | Od              | Do                |
| --- | -------------------------- | -------------------------------------------- | --------------- | ----------------- |
| 1   | Raffaele Pellecchia        | biskup pomocniczy Alife (Włochy)             | 19 marca 1967   | 28 czerwca 1971   |
| 2   | Juan Félix Pepén y Soliman | biskup pomocniczy Santo Domingo (Dominikana) | 10 maja 1975    | 21 lipca 2007     |
| 3   | Vincenzo Di Mauro          | urzędnik Kurii Rzymskiej                     | 3 września 2007 | 22 listopada 2010 |
| 4   | Juan Espinoza Jiménez      | biskup pomocniczy Morelii (Meksyk)           | 15 grudnia 2010 | 23 grudnia 2021   |
| 5   | Juan Carlos Asqui Pilco    | biskup pomocniczy Tacna i Moquegua (Peru)    | 26 marca 2022   |                   |